# コート・デュ・マルマンデ
コート・デュ・マルマンデ （Côtes-du-marmandais）は、フランスワインの1つ。AOCに指定され、マルマンドを中心に27か村、2,000haのぶどう畑で作られる産地名呼称統制ワインである。
ボルドーワインのアントル・ドゥー・メールと地続きになっているが、VDQSワインから昇格したのは1990年で、まだ新しい産地である。
赤と白が造られているが赤のほうが圧倒的に多い。ぶどう品種は、ボルドーとほぼ同じである。
デパートやワイン専門店などにはまだあまり出ていないが、最近ボルドーを含むアキテーヌ地方のワインコンクールなどで入賞するものも出てきており、通販店やネットショップなどで積極的に販売するところも出てきている。